# Thanetium
| ❮ | System          | Serie    | Stufe      | ≈ Alter (mya) |
| ❮ | später          | später   | später     | jünger        |
| - | --------------- | -------- | ---------- | ------------- |
| ❮ | P a l ä o g e n | Oligozän | Chattium   | 23,03 ⬍ 28,1  |
| ❮ | P a l ä o g e n | Oligozän | Rupelium   | 28,1 ⬍ 33,9   |
| ❮ | P a l ä o g e n | Eozän    | Priabonium | 33,9 ⬍ 38     |
| ❮ | P a l ä o g e n | Eozän    | Bartonium  | 38 ⬍ 41,3     |
| ❮ | P a l ä o g e n | Eozän    | Lutetium   | 41,3 ⬍ 47,8   |
| ❮ | P a l ä o g e n | Eozän    | Ypresium   | 47,8 ⬍ 56     |
| ❮ | P a l ä o g e n | Paläozän | Thanetium  | 56 ⬍ 59,2     |
| ❮ | P a l ä o g e n | Paläozän | Seelandium | 59,2 ⬍ 61,6   |
| ❮ | P a l ä o g e n | Paläozän | Danium     | 61,6 ⬍ 66     |
| ❮ | früher          | früher   | früher     | älter         |

Das Thanetium (verkürzt auch nur Thanet oder Thanet-Stufe) ist in der Erdgeschichte die obere chronostratigraphische Stufe des Paläozäns (innerhalb des Paläogens). Es wird daher mit dem Oberen Paläozän gleichgesetzt. Das Thanetium umfasst geochronologisch ungefähr den Zeitraum von 59,2 bis 56 Millionen Jahren. Das Thanetium folgt auf das Seelandium und wird vom Ypresium, der untersten Stufe des Eozäns abgelöst.
Am Übergang vom Thanetium zum Ypresium stand das Paläozän/Eozän-Temperaturmaximum.

## Namensgebung und Geschichte
Die Stufe ist benannt nach der englischen Insel Thanet (Kent), auf der die Typlokalität liegt. Der Name wurde von dem Schweizer Geologen Eugène Renevier 1874 in die wissenschaftliche Literatur eingeführt.

## Definition und GSSP
Die Basis der Stufe wurde an die Basis der Magnetischen Polaritäts-Chronozone C26n gelegt. Die Obergrenze der Stufe (bzw. die Untergrenze der darüberfolgenden Ypresium-Stufe) ist durch einen negativen Kohlenstoff-Isotopen-Horizont definiert. Ein global gültiges Referenzprofil (GSSP = Global Stratotype Section and Point) für die Basis des Thanetium wird bisher noch nicht ratifiziert.

## Korrelation
In der biostratigraphischen Gliederung des europäischen terrestrischen Paläogens mit Hilfe von Landsäugetieren (ELMMZ Paläogen) entspricht das Thanetium dem unteren Teil des Neustrium. In der biostratigraphischen Gliederung des ostasiatischen terrestrischen Paläogens mit Hilfe von Landsäugetieren (ALMA) entspricht das Gashatan dem oberen Thanetium.